# Amietia ruwenzorica
Amietia ruwenzorica es una especie  de anfibios de la familia Pyxicephalidae.

## Distribución geográfica
Se encuentra en el nordeste de la República Democrática del Congo, el oeste de Kenia y en Uganda.